# Telegraph (Odenthal)
Telegraph ist ein Wohnplatz in Unterodenthal in der Gemeinde Odenthal  im Rheinisch-Bergischen Kreis.

## Lage und Beschreibung
Telegraph liegt im Nordwesten der Gemeinde an der Grenze zu Burscheid und Leverkusen. Mittlerweile bildet die Ortschaft einen geschlossenen Siedlungsbereich mit Blecher, so dass die Ortschaft nicht mehr eigenständig wahrgenommen wird. Der Straßenname Am Telegraf ist von der Ortschaft abgeleitet.

## Geschichte

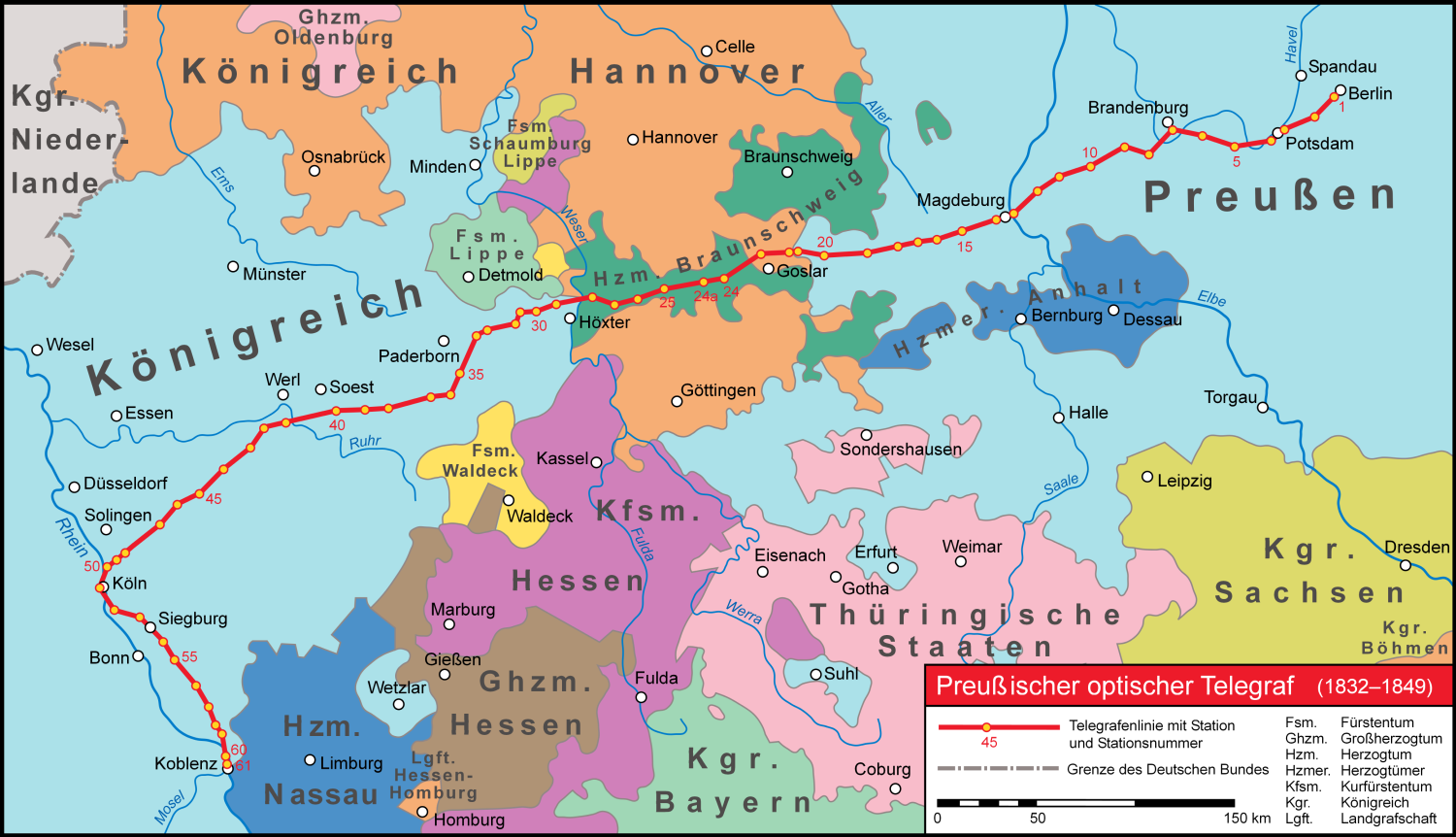
Verlauf des Preußischen Optischen Telegrafen (Liste)

Der Ort ist in den 1830er Jahren entstanden. Seinerzeit war dort (⊙) der 48. der 62 Telegraphenstationen des Preußischen optischen Telegrafen eingerichtet worden, der die Rheinprovinz mit Berlin verband.
Die Ortschaft war Teil der Bürgermeisterei Odenthal im preußischen Kreis Mülheim am Rhein und der Pfarrei Odenthal.
Ab der Preußischen Neuaufnahme von 1892 ist er auf Messtischblättern regelmäßig als Telegraph oder ohne Namen verzeichnet.
| Jahr | Einwohner | Wohngebäude | Kategorie          |
| ---- | --------- | ----------- | ------------------ |
| 1845 | 12        | 1           | Telegraphenstation |
| 1871 | 11        | 1           | Einzelhaus         |
| 1885 | 13        | 2           | Ortschaft          |
| 1895 | 5         | 1           | Ortschaft          |
| 1905 | 4         | 2           | Ortschaft          |